# Duwat wad Odak
Duwat Odak Dak
Duwat wad Odak (ou Duwat, fils de Odak, fils de Dak) est le sixième souverain de la dynastie royale du peuple Shilluk, une ethnie africaine du Soudan du Sud. La lignée fut fondée par son arrière-grand-père, le héros culturel Nyikang. Le roi Duwat règna entre 1635 et 1650 (dates approximatives). 
Ce personnage ne doit pas être confondu avec le roi Duwat, demi-frère de Nyikang et successeur du légendaire roi Okwa.

## Règne
Le roi Duwat accéda au trône lors d'une période trouble. Vers la fin du règne de son père  Odak Ocolo, le pays des Shilluk fut envahi par des troupes ennemies venues du nord depuis le Sultanat de Sennar (d'autres narrateurs prétendent qu'il s'agit de guerriers Dinka). L'armée de Odak Ocolo essuya trois assauts meurtriers qui décimèrent les troupes. En dernier recours, Odak décida de mobiliser les princes royaux dont Pyem, son préféré, alors qu'il était contraire à la tradition d'envoyer les nyireth (princes) à la guerre. Tous les fils d'Odak furent tués, à l'exception de Duwat qui était resté plus en retrait. Fou de colère, le roi Odak jeta les lances de Nyikang (d'importants symboles royaux) dans le Nil Blanc et abandonna le pouvoir. Odak ne jugea pas Duwat digne de la royauté et essaya de le dissuader de régner mais le prince Duwat accéda tout de même au trône. Une fois intronisé, Duwat écarta tous les descendants des princes tués du droit de succession. Il les écarta du clan royal, le Kwa reth et les réduisit au rang de Ororo, les « fils d'une foule de fillettes ».